# Consejo de Evaluación de Predicciones de Terremotos de California
El Consejo de Evaluación de Predicciones de Terremotos de California (California Earthquake Prediction Evaluation Council, (CEPEC)) es un comité integrado por expertos en terremotos y encargado de revisar los pronósticos y predicciones de terremotos potencialmente creíbles. Su propósito es asesorar al Gobernador de California a través de la Oficina de Servicios de Emergencia del Gobernador de California.
En su calidad de Geólogo del Estado y Director del Servicio Geológico de California, el Dr. John Parrish preside al CEPEC. Aunque poco se le conoce fuera de los campos de la sismología y la respuesta ante emergencias, el CEPEC asume una gran responsabilidad:  El consejo se reúne a solicitud de la Oficina de Servicios de Emergencia de California (CalEMA) para decidir si acaso una predicción de terremotos o de un evento como por ejemplo un enjambre sísmico  de sismos menores es suficientemente seria como para merecer la emisión de una alarma dirigida al personal de emergencia o incluso al público en general.   El  CEPEC se reúne típicamente algunas veces al año, pero se encuentra disponible en forma permanente, en toda fecha y a toda hora. Sus miembros se conectan en conferencia telefónica por varias horas ante un sismo de mayor envergadura.
Por ejemplo, después de un sismo M 5.7 ocurrido el 14 de junio de 2010, el CEPEC emitió la siguiente declaración: 
"El sismo fue la mayor réplica hasta ahora del terremoto de Mw 7.2 en El Mayor-Cucapah ocurrido el Domingo de Pascua de Resurrección. Este sismo se produjo en el extremo norte de la zona de réplicas, en un área en que ha habido considerable actividad en el curso de las últimas 10 semanas. Al sismo de  Mw 5.7 rápidamente le siguió un grupo de más de 30 sismos menores, de los cuales 20 se ubicaron en un rango de Mw 3.0 a 4.5."
"El CEPEC convocó a una conferencia telefónica a las 22:30 horas PDT para discutir las implicancias de la réplica. Ocurrió a lo largo de la parte sureña de la Zona de la Falla Elsinore, en la que no ha habido ningún terremoto mayor desde hace unos 100 años. En base a la ubicación de esta réplica de  Mw 5.7, el CEPEC es de la opinión de que la probabilidad de un evento sísmico en la Falla de Elsinore Fault o la Zona de la Falla de San Jacinto ha aumentado considerablemente, situación que permanecerá por varios días, aunque la probabilidad absoluta sigue siendo baja, de alrededor de un porciento. El CEPEC seguirá monitoreando la situación."
Entre los miembros del CEPEC también se cuentan el exjefe del Servicio Geológico de California, el sismólogo Michael Reichle; el sismólogo de la Universidad de California San Diego, Duncan Agnew; James Brune, del Laboratorio Sismológico de la Universidad de Nevada; Lucy Jones, del USGS; Thomas Jordan, de la Universidad del Sur de California y del Centro Sismológico del Sur de California; Jeanne Hardebeck, sismólogo del USGS en Menlo Park; Tom Heaton, profesor de sismología ingenieril del Caltech de Pasadena; y Jim Goltz de la sede de CalEMA's en Pasadena.
Desde 2006, ni el CEPEC, ni el Estado de California han recomendado la adopción de medida alguna por parte del gobierno ni de los residentes en base a alguna predicción de terremoto.